# Međunarodno udruženje transportnih radnika
Međunarodno udruženje transportnih radnika, Međunarodna feeracija transportnih radnika, (International Transport Workers' Federation), krovna svjetska organizacija pomoraca. Članovi su joj sindikati pomoraca i lučkih radnika. Globalna je sindikalna organizacija koja zastupa milijune transportnih radnika širom svijeta.
Duga je suradnja pomoraca i lučkih radnika, jer su zajednički radili na poboljšanju uvjeta rada na brodu i luka koje su posjetili. Toliko rade zajedno da često jedni obavljaju posao drugih. Uzajamna solidarsnot pomaže im zadržati svoja radna mjesta i ostvariti plaće odvojeno te bolje zaštititi svoja prava. Radi zaštite jednih i drugih, ITF vodi kampanju protiv zastava pogodnosti i luka pogodnosti, a radi uspostave i zaštite uvjeta radničkih prava, zdravlja i sigurnosti u svim lukama i brodovima.
Od 1948. sprovodi akcije protiv podstandardnih brodova. Posebna pozornost posvećena je podstandardnim brodovima tj. brodovima koji plove protiv brodova koji ne ispunjavaju svjetske standarde plovidbe i uvjeta rada te brodova koji viju tzv. zastave pogodnosti.